# Bettie Ford
Bettie Ford ist eine deutsche Band, die 1998 in Köln gegründet wurde.
Die Band besteht in der aktuellen Besetzung aus Don Ford (Gesang / Leadgitarre), Silver Revolte (Rhythmusgitarre / Begleitgesang), Rock Vegas (Bass / Begleitgesang) und Brat O’Hara (Schlagzeug).
Ihre Musik ist eine Mixtur aus Punkrock und Rock.
Ihr Debütalbum League of Fools erschien März 2004 auf Punk'n'Drunk Recordings. Das Nachfolgewerk Singapore Sling erschien am 25. April 2008 auf PIAS / CraftyRecordings und wird über Rough Trade vertrieben.
Ihr drittes Werk Jetzt geht’s los! erschien am 19. November 2010 auf dem bandeigenen Label Punkrocknrollrockrock Records und wird über Alive vertrieben.

## Diskografie
- 1999: The Rockfather (EP)
- 2004: League of Fools (Album, Punk'n'Drunk Recordings)
- 2008: Singapore Sling (Album, PIAS / CraftyRecordings)
- 2010: Jetzt geht's los! (Album, Punkrocknrollrockrock Records)